# GameFAQs
GameFAQs là một website chứa đựng những câu hỏi đáp thường gặp (FAQ) và hướng dẫn dành cho video game. Website do Jeff Veasey tạo ra vào tháng 11 năm 1995 và được CNET Networks mua lại vào tháng 5 năm 2003. Hiện GameFAQs đang thuộc sở hữu của CBS Interactive. Trang web này co một lượng cơ sở dữ liệu cực lớn về thông tin game, mã gian lận, bài đánh giá, save game, hình bìa hộp và ảnh chụp màn hình game, gần như tất cả trong số đó đều được người đóng góp tình nguyện gửi đến. Hệ thống website bao gồm những game Atari 8-bit thông qua những hệ máy console hiện đại cũng như các game vi tính. Việc đóng góp dành cho GameFAQs cũng được xem xét lại bởi biên tập viên hiện tại của trang web này là Allen "SBAllen" Tyner.
GameFAQs chủ trì một cộng đồng bảng tin chuyên mục hoạt động, trong đó có một diễn đàn thảo luận riêng biệt cho mỗi tựa game trong cơ sở dữ liệu của trang web, cùng với một loạt các bảng khác. Từ năm 2004 đến năm 2012, hầu hết các bảng game cụ thể được chia sẻ giữa GameFAQs và GameSpot, một trang web khác của CBS Interactive. Tuy nhiên, vào ngày 23 tháng 3 năm 2012, CBS Interactive đã công bố là trang web này sẽ một lần nữa bắt đầu nội dung riêng biệt. Ngày 7 tháng 5 năm 2012, các bảng tin hoạt động do GameFAQs chia sẻ chỉ có thể đọc được trên GameSpot. Trang web này cũng vận hành một cuộc thăm dò ý kiến và tranh đấu hàng ngày, cũng như bảng xếp hạng nhân vật chiến đấu hàng năm. GameFAQs đã được The Guardian và Entertainment Weekly đánh giá một cách tích cực. Năm 2009, GameFAQs.com là một trong số 300 website tiếng Anh có lượng truy cập cao nhất theo Alexa.
Vào ngày 19 tháng 7 năm 2007, Veasey đã thông báo rằng anh sẽ dần dần rút khỏi trang web. Dựa theo thông báo của anh, Allen Tyner, người đã làm việc với trang web này kể từ năm 2004, sẽ đảm nhận vị trí biên tập viên và quản trị viên của GameFAQs.

## Lịch sử
GameFAQs được game thủ và lập trình viên Jeff Veasey khởi tạo với tên gọi ban đầu là Video Game FAQ Archive vào ngày 5 tháng 11 năm 1995 vì anh ta muốn thu thập nhiều bản hướng dẫn trực tuyến và FAQ vào một địa điểm tập trung. Máy chủ được đặt tại America Online, ban đầu chỉ đóng vai trò như là một trang nhân bản (mirror) của kho lưu trữ FAQ FTP của Andy Eddy. Phiên bản ban đầu của trang web đã có khoảng 10 trang và 100 FAQ. Năm 1996, trang web được chuyển đến tên miền hiện tại gamefaqs.com và đổi tên thành GameFAQs. Vào lúc này, GameFAQs đã liệt kê ít nhất 1000 FAQ và bài hướng dẫn được cập nhật trên cơ sở thường xuyên. Trong những tháng sau đó, trang web phát triển dần về mặt nội dung và thiết kế; hai phong cách khác nhau đã được giới thiệu vào đầu năm 1997 để phù hợp với sự hỗ trợ của những tấm bảng trong các trình duyệt web. Hai tính năng chính của trang web—công cụ tìm kiếm game và việc công nhận đóng góp trang—đều được lên kế hoạch trong thời gian này.

### Liên kết IGN
Năm 1997, GameFAQs đã trở thành một dạng liên kết độc lập của Imagine Games Network (IGN), dẫn đến vị trí liên kết gắn liền trên trang chủ. Những cuộc tranh tài người dùng đã được giới thiệu trong thời gian này; nội dung tranh tài hàng tháng đầu tiên được tổ chức vào năm 1998, đã nhận được 253 mục. GameFAQs đã trải qua một số thay đổi về mặt thiết kế bao gồm cả một biểu đồ màu hồng, trước khi đạt tới layout màu xanh vẫn được sử dụng cho đến năm 2004. Tháng 11 năm 1999, một số thay đổi xảy ra trong sự nối tiếp nhanh chóng. Vào ngày 5 tháng 11, một hộp tìm kiếm được thêm vào mỗi trang, lúc đó trang web đang cử hành lễ kỷ niệm lần thứ tư của mình. Ngày 7 tháng 11, chuyên mục tin nhắn được mở ở chế độ thử nghiệm beta. Cùng lúc đó, "Poll of the Day" (bình chọn trong ngày) được giới thiệu vào cuối tháng này. Những thay đổi này đã đánh dấu sự chú trọng vào trang web ngày càng tăng của Veasey và đây cũng là khoảng thời gian mà GameFAQs đã trở thành công việc toàn thời gian của người sáng lập. Cho đến lúc này, anh đã làm việc như một lập trình viên thực thụ. Ngày 9 tháng 8 năm 2000, website này đã đón nhận một triệu lượt truy cập trong một ngày duy nhất ngay lần đầu tiên. Tới năm 2001, "GameFAQs Chat" (máy chủ chat IRC) đã được đưa ra; dù có bị gỡ bỏ vào tháng 5 năm 2001 do các vấn đề hành chính.

### 2001–2003
Ngày 9 tháng 1 năm 2001, GameFAQs kết thúc quá trình liên kết với IGN. Để tiếp tục tạo ra doanh thu, một banner quảng cáo bán cho các tổ chức phi lợi nhuận được đặt trên đầu mỗi trang. Điều này kéo dài cho đến khi CNET Networks trở thành một chi nhánh chính thức của GameFAQs; các mẫu quảng cáo của CNET đều chạy trên đầu trang và những liên kết đến các bài viết từ GameSpot được hiển thị trên trang chủ. Vào tháng 9 năm 2002, mẫu quảng cáo đã được chuyển từ tiêu đề nằm ngang đến thanh bên nằm dọc. Điều này dẫn đến những thay đổi trong các liên kết ở bên cạnh, cũng như việc tạo ra các liên kết điều hướng ở phía trên cùng của màn hình. Sự đóng góp cho GameFAQs vẫn tiếp tục tăng đều đặn, và Veasey trong vai trò là nhà điều hành duy nhất và quản trị viên của trang web đã dành phần thời gian đáng kể của mình để đảm bảo rằng GameFAQs vẫn cập nhật và thành công.
Ngày 1 tháng 4 năm 2002, Veasey đã thay đổi GameFAQs thành "GameFAX" như một trò đùa cá tháng Tư. Màu sắc của trang web đã được thay đổi thành màu xanh lá cây và màu đen để bắt chước màu sắc của Xbox, với ý định làm cho người dùng tin rằng GameFAQs bây giờ đã được dành riêng cho Xbox, "hệ thống duy nhất có vấn đề." Sau khi nhấp vào bất kỳ liên kết nào trên trang chính, người dùng được chuyển hướng đến trang chủ thực của GameFAQs. Tuy nhiên, Veasey đã kể lại là có nhận những bức thư điện tử thù ghét từ người sử dụng. Ngày 2 tháng 3 năm 2002, Veasey đã tham gia một cuộc phỏng vấn qua đài phát thanh với WXBH AM-1190 trên chương trình được gọi là "The Gaming Files". Trong suốt buổi phỏng vấn này Veasey đã bị chất vấn với những câu hỏi từ những người dùng hiện tại và trước đây của GameFAQs cũng như thảo luận về thời gian của mình trên GameFAQs và cái cách mà trang web được khai sinh.

### CNET mua lại

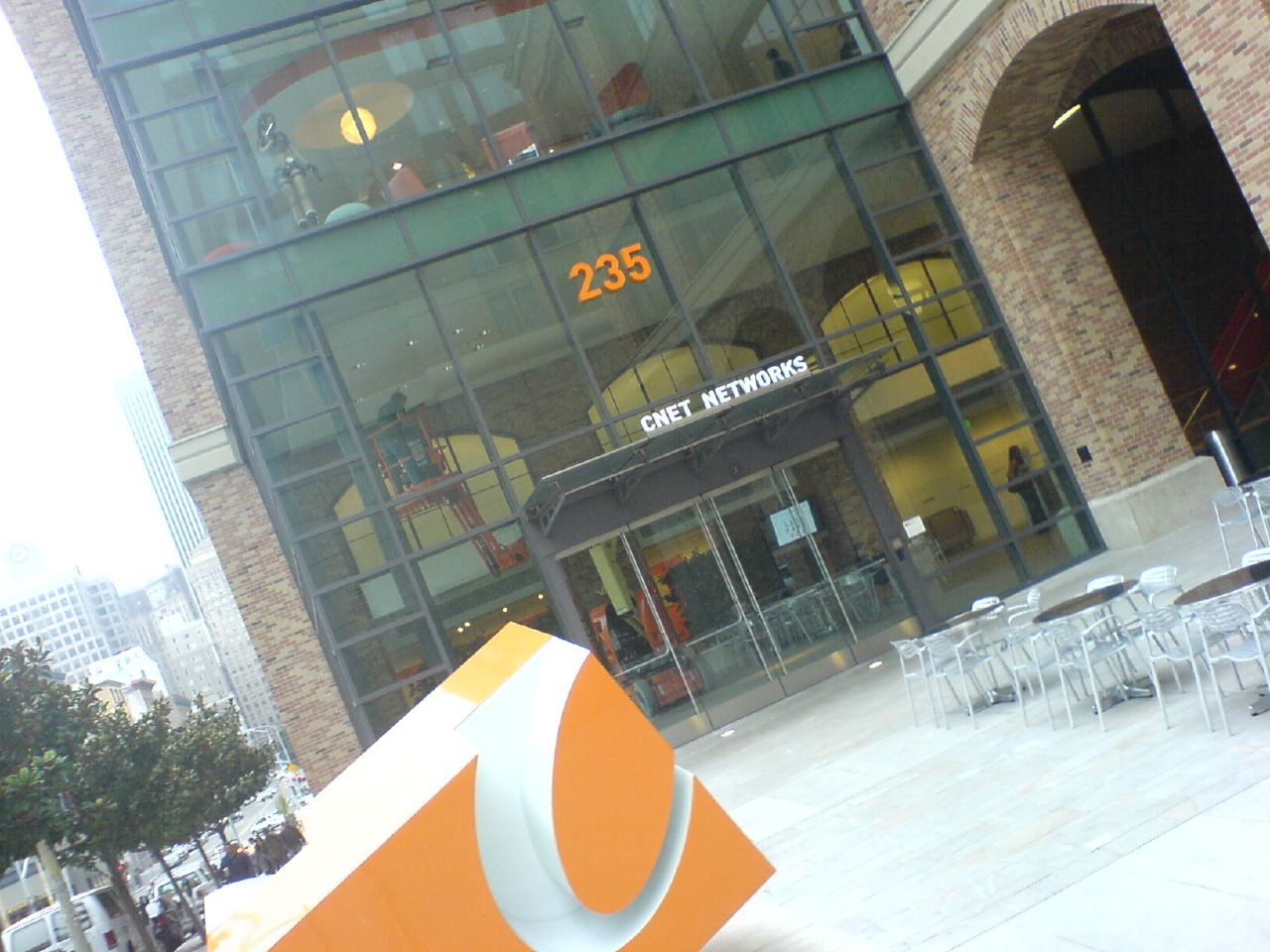
Trụ sở chính của CNET Networks tại San Francisco, California

Ngày 6 tháng 5 năm 2003, CNET Networks (liên kết và tài trợ lâu dài của trang web) đã mua lại GameFAQs. Tổng số tiền phải trả cho GameFAQs và hai trang web không liên quan khác là 2.2 triệu đô la. Ngày 3 tháng 6 năm 2003, Veasey đã công bố việc sáp nhập cho người sử dụng của trang web. Anh đã làm sáng tỏ rằng nội dung do người dùng gửi (tức phần hỏi đáp, đánh giá) vẫn thuộc quyền sở hữu của tác giả và không phải (và cũng không thể) bán cho CNET; tuy vậy CNET đã mua bản quyền của GameFAQs để lưu lại trên trang web. Veasey cũng đảm bảo với người dùng rằng GameFAQs sẽ không trải qua sự thay đổi hành chính lớn nào và nói, "GameFAQs mà bạn thấy ngày nay là một trong những cái bạn sẽ thấy ngày mai." Điều này đúng ở một mức độ nhất định, như sự thay đổi có thể nhìn thấy được trong vòng vài tháng tiếp theo là sự bổ sung thêm một chân trang ghi chữ CNET để dưới cùng của mỗi trang. Những thay đổi bổ sung bao gồm việc di dời website sang các máy chủ đặt tại California.
Từ năm 2004 đến năm 2006, GameFAQs đã chứng kiến những thay đổi khác biệt. Ngày 28 tháng 4, GameFAQs đã hoàn chỉnh việc thiết kế lại hình ảnh lớn hơn, và những chuyên mục sáp nhập với các chuyên mục trong GameSpot để cho phép cả hai cộng đồng chia sẻ cùng một chuyên mục game cụ thể (khiến nhiều người dùng GameFAQs hốt hoảng). Nhằm tạo sự thuận tiện, GameFAQs đã chuyển đổi mã chuyên mục từ ASP sang PHP, và GameSpot liền bỏ đi mã Lithium của mình. Ngày 11 tháng 4 năm 2006, hoàn thành một mẫu thiết kế mới và logo GameSpot đã gắn thêm logo GameFAQs vào tiêu đề của mỗi trang. Sự thay đổi này bước đầu đã được chào đón với sự phản đối chung của người dùng trên các bảng tin. Nhằm làm hài lòng những người thích layout trước đó, các trang chuyên mục cũ đã được bảo tồn dành cho những người dùng nhất định. Ngay sau khi thiết kế lại, trang web đã bắt đầu sử dụng bộ engine template Smarty. Ngày 6 tháng 5 năm 2008, GameFAQs đã tung ra một tính năng với tên gọi "My Games".

## Nội dung
Tất cả các bài hướng dẫn (guide) và chỉ dẫn đường đi nước bước (walkthrough) trên GameFAQs do các tình nguyện viên đóng góp nên. Hầu hết các FAQ đều không phải là danh sách những câu hỏi thường gặp đúng nghĩa; thay vào đó, chúng bao gồm các khía cạnh của trò chơi theo cùng một cách như hướng dẫn chiến lược, với chỉ dẫn đường đi nước bước, danh mục vật phẩm, bản đồ và các giải pháp câu đố. Gần như tất cả các câu hỏi đáp thường gặp đều được lưu trữ trên trang web dưới dạng văn bản thuần túy, dù GameFAQs cũng không chấp nhận những hình ảnh độc lập, chẳng hạn như bản đồ, biểu đồ và giải pháp câu đố. Từ tháng 12 năm 2009, hướng dẫn định dạng cho phép các tác giả sử dụng kiểu đánh dấu phần nào dựa trên việc đánh dấu Wiki trong tài liệu đã được chấp nhận. Bên cạnh FAQ ra, những cộng tác viên còn có thể gửi ý kiến độc giả, mã gian lận, thông tin hãng phát triển, dữ liệu phát hành game, save game, ảnh chụp màn hình và hình bìa của game. Năm 2006, trang web đã lưu trữ trên 36.000 bài hướng dẫn. Đến tháng 2 năm 2009, hơn 49.000 bài hướng dẫn đã được lưu trữ trên trang web và hơn 113.194 bài đánh giá. Tính đến năm 2012, con số này đã tăng lên hơn 56.000 bài hướng dẫn cho 21.639 tựa game độc nhất.
Khi một tác giả gửi một cái gì đó cho GameFAQs, nó sẽ được một quản trị viên thẩm định trước khi được đăng trên trang web. Tác giả giữ lại bản quyền trên các tài liệu đệ trình, và tên của anh ta được thêm vào phần "Công nhận cộng tác viên" của trang web. GameFAQs đồng ý lưu lại bản hướng dẫn chỉ có trên các máy chủ của họ, nhưng không cho phép các chi nhánh khác liên kết trực tiếp đến phần hướng dẫn (bao gồm cả GameSpot, Yahoo! Games, AOL, và GameFly). GameFAQs còn tổ chức một số cuộc tranh tài cộng tác viên liên tục, bao gồm FAQ of the Month (FAQ của tháng), Review of the Month (Bài đánh giá của tháng) và vô số "Phần thưởng FAQ", để tưởng thưởng những cộng tác viên có bài FAQ đối với các game yêu cầu cao và chưa được biết đến. Cuộc tranh tài FOTM và ROTM thường được chọn từ những bản hướng dẫn hoàn chỉnh, bao quát hoặc những bài đánh giá dành cho các tựa game mới. Người chiến thắng sẽ được gửi một món quà cho một nhà bán lẻ trực tuyến, hoặc có thể lựa chọn một thẻ quà tặng được chuyển qua bưu điện khi dự thi. Năm 2004, Future USA Network đã xuất bản hai quyển hướng dẫn chiến lược thương mại với chất liệu lấy từ GameFAQs: The Ultimate Xbox Strategy Guide và The Ultimate PS2 Strategy Guide. Những bản hướng dẫn này được biên soạn gồm những câu hỏi đáp thường gặp do các cộng tác viên viết trên GameFAQs.

### Tính năng
Cứ mỗi game được liệt kê trên GameFAQs đều có bảng tin chuyên mục riêng là nơi mà cả người mới và các game thủ lão luyện có thể thảo luận về các chiến lược của trò chơi và các chủ đề khác có liên quan đến game. Kể từ khi được thiết kế lại vào tháng 5 năm 2004, bảng chuyên mục của game với tính chất thời sự bắt buộc đã được chia sẻ với cộng đồng GameSpot. Một số trò chơi nổi tiếng có thể có những bảng chuyên mục bổ sung cho các cuộc thảo luận xã hội. Các bảng chuyên mục game cụ thể dành cho một số hệ máy console cũ không có những quy tắc mang tính thời sự và thường được tuyên bố là để dành cho những cuộc thảo luận xã hội—đây được coi là những bảng chuyên mục "bí mật" hoặc "chết yểu". Mỗi hệ thống cũng có một bảng chuyên mục chung dùng để thảo luận về phần cứng và các trò chơi sắp tới. Bên cạnh đó, việc đăng ký thành viên còn có thể lựa chọn giữa những stylesheet khác nhau, tìm kiếm chủ đề và tùy chọn hiển thị tin nhắn.
GameFAQs có những bảng chuyên mục được thực hiện hoàn toàn với mục đích giao tiếp xã hội, một số phục vụ cho lợi ích đặc biệt (chẳng hạn như Anime, TV, Nhạc và môn đô vật Pro Wrestling), và một số hoàn toàn dành cho người sử dụng từ một khu vực cụ thể (ví dụ như Anh, Úc/New Zealand). GameFAQs cũng có bảng chuyên mục dành cho những thông báo chính thức, thảo luận đóng góp, thảo luận cuộc thi, gợi ý và trang giúp đỡ. Các bảng chuyên mục tin nhắn do GameFAQs tùy chỉnh làm ra, được mã hóa bởi Veasey, bắt đầu hoạt động vào ngày 7 tháng 11 năm 1999. Dù cho mục đích ban đầu của hệ thống bảng chuyên mục là để tạo điều kiện thảo luận game, những bảng chuyên mục phân loại khác đã được thêm vào kể từ khi bảng chuyên mục được mở ra. Mỗi ngày, có khoảng 20.000 chủ đề và 200.000 bài viết được đăng trên 60.000+ bảng chuyên mục cá nhân của GameFAQs, và vào ngày 7 tháng 11 năm 2006, đã có hơn 100.000 tài khoản tích cực trong quá trình sử dụng. Trong suốt tháng 10 năm 2009, ước tính đã có trung bình 84.853 lần đăng nhập duy nhất nội trong một ngày.
GameFAQs cũng cho phép người dùng có thể thêm thắt bảng chuyên mục yêu thích vào một danh sách cá nhân trên các trang bảng chính và có thể theo dõi các chủ đề cụ thể (một tính năng được bổ sung vào năm 2006). Ngày 20 tháng 6 năm 2007, mẫu quảng cáo trên danh sách trang tin nhắn đã được chuyển từ phía trên đầu trang xuống vào giữa phần danh sách tin nhắn. Ngay sau đó, các mẫu quảng cáo đã được chuyển đến dưới cùng phần danh sách tin nhắn. Ngày 8 tháng 10 năm 2007, một hệ thống "phớt lờ người dùng" (ignore user) đã được đưa ra dành cho người dùng cấp 31 trở lên.

## Tranh tài

### Tranh tài bình chọn người dùng
| Tranh tài               | Chiến thắng                          | Á quân                  |
| ----------------------- | ------------------------------------ | ----------------------- |
| Character Battle        | Link                                 | Mario                   |
| Character Battle II     | Cloud Strife                         | Sephiroth               |
| Best. Game. Ever.       | Final Fantasy VII                    | Chrono Trigger          |
| Character Battle III    | Link                                 | Cloud Strife            |
| Got Villains?           | Sephiroth                            | Ganondorf               |
| Character Battle IV     | Mario                                | Crono                   |
| Tournament of Champions | Link                                 | Sephiroth               |
| Best. Series. Ever.     | The Legend of Zelda                  | Final Fantasy           |
| Character Battle V      | Samus Aran                           | Solid Snake             |
| Battle Royale           | Link                                 | Cloud Strife            |
| Character Battle VI     | L-Block                              | Link                    |
| Character Battle VII    | Link                                 | Solid Snake             |
| Best. Game. Ever. 2009  | The Legend of Zelda: Ocarina of Time | Final Fantasy VII       |
| Character Battle VIII   | Link                                 | Cloud Strife            |
| Game of the Decade      | The Legend of Zelda: Majora's Mask   | Super Smash Bros. Brawl |
| Rivalry Rumble          | Link vs. Ganondorf                   | Mario vs. Bowser        |
| Character Battle IX     | Draven                               | Solid Snake             |

Kể từ năm 2002, GameFAQs đã tổ chức các giải đấu hàng năm (hoặc nửa năm) gồm các cuộc thăm dò hàng ngày, trong đó khách truy cập vào trang web lựa chọn giữa cạnh tranh nhân vật, trò chơi, hoặc sê-ri, với nhân vật tranh tài được gọi là "Character Battle". Những thành viên đã đăng ký có thể gửi dự đoán kết quả đồng hạng và và giải thưởng được trao cho những người ghi điểm cao nhất. Các cuộc thăm dò tranh tài được thể hiện ở chỗ đó hoặc là bổ sung cho bình chọn trong ngày và luôn kèm theo một hình ảnh mô tả các thí sinh trong trận đấu. Các thí sinh của Character Battles thay đổi từ năm này sang năm khác, với một số nhân vật được thêm vào và một số thì bị gỡ bỏ. Vào một số năm, những người đoạt giải trước đó đã được gỡ bỏ ra khỏi bảng xếp hạng và tranh tài ở một cuộc thi riêng biệt (ví dụ như "Tournament of Champions", "Battle Royale"). Character Battle hàng năm từng là chủ đề của hai bộ truyện tranh trên web là Penny Arcade có những nhân vật Character Battle hiện diện trong truyện tranh của họ vào ngày 23 tháng 8 năm 2002, và cột truyện tranh Inside the Gamers Studio của Creative Uncut có nhắc đến Character Battle trong bộ truyện thứ chín của họ.

### 10 tựa game hay nhất bao giờ hết
Trong cuộc thi nhân ngày lễ kỷ niệm 10 năm vào năm 2005, người dùng GameFAQs đã bình chọn 10 tựa game hay nhất mọi thời đại (và đã cố gắng để dự đoán những game nằm trong top 10). Final Fantasy VII đã được chọn là trò chơi hay nhất bao giờ hết, tiếp theo là The Legend of Zelda: Ocarina of Time, Chrono Trigger, The Legend of Zelda: A Link to the Past, Super Mario Bros. 3, Super Smash Bros. Melee, GoldenEye 007, Metal Gear Solid, Halo: Combat Evolved và Final Fantasy III/VI.